# Ithycythara hyperlepta
Ithycythara hyperlepta is een slakkensoort uit de familie van de Mangeliidae. De wetenschappelijke naam van de soort is voor het eerst geldig gepubliceerd in 1953 door Haas.